# Мирмович, Йосеф
Йосеф Мирмович (ивр. יוסף "יוס'לה" מרימוביץ‎; 24 июля 1924, Марго, Кипр — 5 мая 2011) — израильский футболист и тренер, главный тренер национальной сборной (1964—1965), (1980—1982).

## Карьера
В составе клуба «Маккаби» (Тель-Авив) становился:
- шестикратным чемпионом Израиля (1946-47, 1949-50, 1951-52, 1953-54, 1955-56, 1957-58),
- шестикратным обладателем Кубка страны (1940-41, 1945-46, 1946-47, 1953-54, 1954-55, 1957-68).

Перейдя на тренерскую работу, во главе «Маккаби» (Тель-Авив) добился следующих достижений:
- победа в чемпионате страны (1966—1968)
- выигрыш Кубка Израиля (1958—1959)
- победа в Лиге чемпионов АФК (1967, 1969)

Во главе сборной Израиля выиграл Кубок Азии по футболу (1964).